# مريم بوكمال
مريم بوكمال إسمها الحقيقي مريم عيسى بوكمال، مذيعة ومقدمة برامج تلفزيونية بحرينية.

## مسيرتها
انضمت إلى هيئة شؤون الاعلام من الصف الرابع ابتدائي لتقدم برنامج ركن الأطفال في الإذاعة ثم قدمت في سنة 2005 برنامج يوث تايم مع علي حسين وألتحقت بمركز الاخبار لتقديم النشرة الرياضية كمذيعة فقط وفي عام 2011 أصبحت رئيس تحرير النشرة الرياضية، كان دخولها مجال تقديم برامج المنوعات عن طريق برنامج ويكيند في نفس السنة أصبح من أكثر البرامج مشاهدة وبعدها قامت بتقديم برنامج المسابقات الرمضاني «البرستي» ولاقى نجاحا باهر نظرا لعفوية مريم في التقديم واستخدامها للهجة البحرينية بدل اللغة الفصحى واصبحت من أفضل المذيعات وما يميزها العفوية التي تتمتع بها، وبتاريخ 1 مارس 2013 انتقلت إلى قناة الكاس القطرية لتقدم نشرة الاخبار وبرامج أخرى وثم عادت إلى تلفزيون البحرين في اواخر 2016 كرئيسة القسم الرياضي بأدارة الاخبار وتولي مسئولية الأشراف وتقديم برنامج «الملعب». يذكر ان مريم بدأت كمعلمة لغة إنجليزية قبل ان تصبح مذيعة،

## مؤهلاتها العلمية
1. البكالوريوس في الآداب في الأدب الإنجليزي والترجمة من جامعة البحرين (2007)
2. دبلوم عالي في التربية والتعليم مع مرتبة الشرف من كلية المعلمين (2009)
3. بعدها ماجستير في الاعلام والعلاقات العامة من الجامعة الاهلية (2012)

## اعمالها التلفزيونية
- يوث تايم (2006)
- التغطية الحية لسباق الفومولا 1 (2009)
- ويكيند (2011 - 2013) [1]
- العيدية (2011)
- يوميات بوجليع (مع عماد عبد الله) (2011 -2012)
- البرستي (2012) [2]
- الضحى (2013) لقناة الكأس القطرية [3]
- الكاس والناس (2013) [4]
- سبورت دوت نت (2014 إلى 2016)
- الملعب (2016 - حتى الآن)

## اعمالها الاذاعية
- ركن الأطفال (1996 - 1999)
- أطفال اليوم شباب الغد (2000 - 2001)
- ساعة مع الشباب (2011 - 2008)
- مسلسل«و يغني الحمام» (2007)
- مسلسل «حكاية زمان» (2009)
- تقديم النشرة السياسية (2010)
- برنامج «سمعنا أغنية» (2011)

## وصلات خارجية
1. ↑  صحيفة الوطن: عودة برنامج "ويكند" الموسم الثالث نسخة محفوظة 5 نوفمبر 2012 على موقع واي باك مشين.
2. ↑  صحيفة الوطن: بـوكمال مشغولة ببـرنامــج «البــرستـي» نسخة محفوظة 26 مايو 2020 على موقع واي باك مشين.
3. ↑  قناة الكأس:برنامج الضحى نسخة محفوظة 04 مارس 2016 على موقع واي باك مشين.
4. ↑  قناة الكأس:برنامج الكاس و الناس نسخة محفوظة 10 يوليو 2013 على موقع واي باك مشين.
5. ↑  الموقع الرسمي لقناة الدوري والكأس - وجوه نسخة محفوظة 28 فبراير 2017 على موقع واي باك مشين.
6. ↑  الموقع الرسمي لقناة البحرين - مريم بوكمال نسخة محفوظة 09 مايو 2017 على موقع واي باك مشين.